# 反恐特勤隊
反恐特勤隊（はんきょうとくきんたい、Counter Terrorism Response Unit：CTRU）は、香港警務処行動部行動科に属する特殊部隊である。

## 概要
アメリカ同時多発テロ事件など都市部への大規模なテロ攻撃に対応するため設立された部隊であり、爆発物およびNBC兵器など危険物の処理や、テロ攻撃の高い脅威にさらさかねない施設の護衛および攻撃への対処任務も担っている。
設立当初のメンバーは日本の特殊急襲部隊（SAT）に相当するSDU部隊や香港国際空港の警備に当たる機場特警組などから選ばれた.
2022年11月に鉄道警区の「鉄道応変部隊」を合併し、地下鉄内での事案も管轄下になった。

## 装備

### 小火器
- グロック17
- グロック19
- H&K MP5A5
- SIG MPX (鉄道部隊が使用)
- SIG SG516

### 車両
- メルセデス・ベンツ・スプリンター
- トヨタ・ランドクルーザープラド
- セイバートゥース装甲車